# 왕미초등학교
왕미초등학교는 대한민국 충청북도 제천시에 있는 공립 초등학교이다.

## 학교 연혁
- 1947년 9월 1일: 봉양국민학교 왕미분교 설립
- 1954년 4월 1일: 왕미국민학교 승격개교

## 참고 자료
- 왕미초등학교 - 한국교육학술정보원 학교알리미